# Trichomalus campestris
Trichomalus campestris är en stekelart som först beskrevs av Walker 1834.  Trichomalus campestris ingår i släktet Trichomalus och familjen puppglanssteklar. Arten är reproducerande i Sverige. Inga underarter finns listade i Catalogue of Life.